# Arthurite
L'arthurite est une espèce minérale composée d'ions de cuivre et de fer en combinaison avec des ions d'arséniate, de phosphate et de sulfate avec de l'hydrogène et de l'oxygène. Elle a été découverte par Sir Arthur Russell en 1954 dans la mine Hingston Down Consols à Calstock en Angleterre.
L'arthurite doit son nom au minéralogiste britannique Arthur WG Kingsbury (1906-1968) et au collectionneur de minéraux Sir Arthur Russell (1878-1964).

## Histoire
L'arthurite est décrite comme un minéral unique en son genre par RJ Davis et MH Hey en 1964 après sa découverte initiale. Un deuxième spécimen a été confirmé par AH Clark et RH Sillitoe (1969) à Potrerillos dans la province d'Atacama au Chili en 1969.
Par la suite, plusieurs autres minéraux semblables à l’arthurite ont été découverts, comme le cobaltarthurite, l'earlshannonite, la bendadaïte, la whitmoréite et l'ojuelaïte.

## Propriétés
La formule chimique de l'arthurite est CuFe23+[(OH,O)(AsO4,PO4,SO4)]2·4H2O.
L'arthurite cristallise à partir d'une solution aqueuse avec les anions applicables accessibles dans la solution. Ces anions disponibles peuvent être du carbonate, de l'arséniate, du sulfate et du phosphate.
L'arthurite appartient au système cristallin monoclinique de groupe d'espace : P2 1/c avec a = 10,189 Å, b = 9,649 Å, c = 5,598 Å et β = 92,16°. Le polyèdre de coordination de l'ion Cu2+ est clairement allongé de manière tétragonale par rapport à la whitmoréite avec le phosphore (P) et l'arsenic (As). La figure 1 montre la structure cristalline de l'arthurite.

## Formation et occurrence
Le premier spécimen enregistré a été envoyé au musée d'histoire naturelle de Londres par Sir Arthur Russell en 1954. L'échantillon a été collecté par Sir Russell dans la mine Hingston Down Consols à Calstock en Angleterre. Un deuxième échantillon a été découvert en 1966 dans le gisement de cuivre de Potrerillos, dans la province d'Atacama, au nord du Chili. Chacun de ces endroits abritent des gisements de cuivre porphyriques où les eaux souterraines en circulation interagissent avec les intrusions porphyriques refroidissantes et leurs fluides pour former des minéraux contenant du cuivre et des gisements de minerai de cuivre.
Le minerai de cuivre découvert sur le site chilien est principalement composé de gisements massifs de djurleite qui se sont fortement oxydés pour former de la goethite, de la cuprite mineure et de la malachite. L'arthurite s'est formée sous forme de minces couches (0,1 – 0,5 mm) et des zones peu recouvertes se développant le long des parois internes de fractures mineures se divisant en formes de djurleite enrobées riches en malachite.